# Kävlinge (commune)
La commune de Kävlinge est une commune suédoise du comté de Scanie au bord des rives de l'Öresund à vingt kilomètres à vol d'oiseau de Copenhague. 29 808 personnes y vivaient en 2014. Son chef-lieu se trouve à Kävlinge.

## Localités principales
- Barsebäck, connu pour son château et son ancienne centrale nucléaire
- Barsebäckshamn
- Dösjebro
- Furulund
- Hofterup
- Kävlinge
- Lilla Harrie
- Löddeköpinge
- Sandskogen